# Golem Calim
Golem Calim (bułg. Голем Цалим) – wieś w Bułgarii, w obwodzie Błagojewgrad, w gminie Sandanski. Według Ujednoliconego Systemu Ewidencji Ludności oraz Usług Administracyjnych dla Ludności, 15 marca 2016 roku miejscowość liczyła 10 mieszkańców.

## Historia
W wykazie z 1878 roku w spisie Etnografii wilajetów Adrianopol, Monastir i Saloniki, miejscowość posiadała 45 domostw i 150 mieszkańców. W miejscowości znajduje się zabytek kulturowy – Cerkiew Św. Eliasza, wybudowany w 1865 roku w duchu narodowego odrodzenia bułgarskiego.